# Vratnica
Vratnica (mazedonisch Вратница) ist ein kleines Dorf und ehemalige Gemeinde in der Gemeinde Jegunovce von Nordmazedonien. Vratnica liegt im Nordwesten des Landes, 22 km von der Stadt Tetovo und 5 km von Jažince, der Landesgrenze zum Kosovo, entfernt. Vor 2003 war Vratnica das Zentrum der inzwischen aufgelösten Gemeinde Vratnica.
Vratnica liegt im oberen Teil der Polog-Ebene, am Fuße des nördlichen Šar-Gebirges, unter dem Gipfel des Ljuboten (2498 m.ü.N.). Das Dorf befindet sich auf etwa 700–760 Meter über dem Meeresspiegel.

## Klima
Wie in Mazedonien üblich, ist auch Vratnica von kontinentalem Klima mit kalten und feuchten Wintern, sowie heißen und trockenen Sommern geprägt.

## Geschichte
Vratnica wurde zum ersten Mal in einem osmanischen Defter (Steuerregister und Landkataster) aus dem 15. Jahrhundert erwähnt. Darin ist festgehalten, dass in Vratnica etwa 59 Familien lebten. Das Dorf war bis ins 18. Jahrhundert von Migrationen geprägt und vielen Besiedlungen ausgesetzt. Im 20. Jahrhundert kam es zu umfangreichen Kettenmigrationen in die Vereinigten Staaten. 1914/16 betrug die Gesamtbevölkerung von Vratnica 1131 Einwohner, die sich auf 131 Häuser verteilte. 1948/49 gab es 1299 Einwohner und 197 Häuser. 1953/54 waren es 1387 Einwohner und 214 Häuser. Ab den frühen 1960ér Jahren ist ein kontinuierlicher Rückgang an Bewohnern und Wohnobjekten erkennbar. Bereits 1968 sank die Bevölkerung auf 1240 Einwohner auf 225 Häuser und 1971 waren es sogar 1082 Bewohner auf 266 Häuser.
Während des Krieges zwischen albanischen Aufständischen und dem mazedonischen Staat im Jahr 2001, wurde Vratnica von der NLA belagert. 2005 eröffneten Kämpfer der NLA das Feuer auf eine örtliche Polizeistation.

## Demographie
Vratnica besteht hauptsächlich aus Mazedoniern und einigen Serben. Die Gemeinschaft teilt sich in mazedonischer und serbischer ethnischer Identität auf, wobei die Sprache dem Südslawischen zuzuordnen ist. Weit verbreitet ist auch das Serbo-Kroatisch, welches aus dem ehemaligen Jugoslawien in Vratnica Einzug hielt. Die meisten Vratnicani, die sich den Serben nahe sehen, leben überwiegend in den Vereinigten Staaten. Es gibt jedoch immer noch viele Vratnicani in den Vereinigten Staaten, die Mazedonier geblieben sind. Obwohl alle orthodoxe Traditionen praktizieren, sehen sich viele der serbisch-orthodoxen Kirche zugehörig, während sich die Vratnicani der mazedonisch-orthodoxen Kirche zugehörig fühlen. In den Statistiken von 1900, erhob Vasil Kanchov 780 orthodoxe Mazedonier. 1961 lebten noch 1384 Einwohner in Vratnica. Bis 1994 sank diese Zahl jedoch stark ab auf 572 Einwohner. Eine Volkszählung von 2002 ergab, dass es sogar nur noch 505 Einwohner in Vratnica gab. 
Die letzte Volkszählung aus dem Jahr 2021 ergab eine Einwohnerzahl von 364 Bürgern.

## Veranstaltungen
Das Traditionelle Maiturnier „Vratnica“ (1. Mai) Ist eines der größten Sportereignisse in der Region Polog. Das Turnier umfasst Fußball- und Streetball (Basketball) Wettbewerbe. In der früheren Vergangenheit wurde auch Handball gespielt.